# Морозов, Дмитрий Анатольевич
Моро́зов Дми́трий Анато́льевич (род. 5 мая 1971, Минск) — российский учёный-медик, политический деятель, детский хирург высшей категории, заведующий кафедрой детской хирургии и урологии-андрологии им. Л. П. Александрова Первого Московского государственного медицинского университета имени И. М. Сеченова. Директор Научно-исследовательского клинического института педиатрии и детской хирургии имени академика Ю. Е. Вельтищева РНИМУ им. Н. И. Пирогова МЗ РФ.
Депутат Государственной Думы Федерального собрания Российской Федерации VII созыва от фракции «Единая Россия», председатель комитета Госдумы по охране здоровья (5 октября 2016 — 12 октября 2021).
Автор свыше 540 печатных работ, включая монографии, атласы и учебные пособия; редактор нескольких российских научных сборников. Член Европейской Ассоциации детских хирургов (EUPSA), вице-президент Российской Ассоциации детских хирургов, вице-президент Национальной Медицинской Палаты

## Биография
Родился 5 мая 1971 года в городе Минске в семье военнослужащего. Отец — полковник войск противовоздушной обороны, мать — учитель музыки. В детстве занимался музыкой, умеет играть на фортепиано, гитаре. В 1994 году с отличием окончил педиатрический факультет Саратовского государственного медицинского университета, а в 1996 году — клиническую ординатуру кафедры детской хирургии.

## Научная деятельность
- В 1996-2012 годах работал на кафедре детской хирургии Саратовского ГМУ им. В. И. Разумовского (с 2003 года — заведующим кафедрой и руководителем университетской клиники)[3].

- С 1998 года — член Российской ассоциации детских хирургов.

- В 2000 году защитил диссертацию на соискание ученой степени доктора медицинских наук в Российском национальном исследовательском медицинском университете имени Н. И. Пирогова. В 2008 году ему было присвоено ученое звание профессора по кафедре детской хирургии.

- В 2004-2005 годах — проректор университета по научно-исследовательской работе; с 2005 года — заместитель директора по научно-исследовательской работе, а с 2010 года — директор НИИ фундаментальной и клинической уронефрологии Саратовского ГМУ.

- С 2005 года — член Европейской Ассоциации детских хирургов (EUPSA), участник и докладчик европейских форумов в Австрии (2009), Испании (2011), Ирландии (2014) и Словении (2015).

- С 2012 года — главный специалист детский хирург по ПФО.

- В 2012—2013 годах — заместитель директора Московского НИИ педиатрии и детской хирургии МЗ России, заведующий отделением абдоминальной хирургии.

- С 2013 года — председатель Жюри ежегодных Российских научных студенческих конференций. Руководитель Школы мастерства «Детская хирургия» Первого МГМУ им. И. М. Сеченова. Член редколлегий журналов: «Российский Вестник хирургии, анестезиологии и реаниматологии детского возраста», «Детская хирургия», «Лечение и профилактика». Член Правления Общества детских хирургов Москвы. В 2013 году был зарегистрирован в Федеральном реестре экспертов научно-технической сферы НИИ РИНКЦЭ министерства образования и науки РФ. С октября — заведующий кафедрой детской хирургии и урологии-андрологии Первого МГМУ им. И. М. Сеченова, руководитель Школы мастерства «Детская хирургия»[4].

- С 2015 года — член Диссертационного Совета Научного Центра здоровья детей по специальности «детская хирургия».

Детский хирург высшей категории. Сертифицирован по детской хирургии, эндоскопической хирургии, колопроктологии, детской урологии-андрологии. Автор свыше 540 печатных работ, включая монографии, атласы и учебные пособия; редактор нескольких российских научных сборников. Под руководством Д. А. Морозова защищено 10 кандидатских и одна докторская диссертации.

## Общественно-политическая деятельность
- В ходе выборов Президента Российской Федерации 2012 года возглавлял предвыборный региональный штаб общественной поддержки Владимира Путина[5].

- С 2013 года — член и эксперт Общероссийского Народного Фронта, руководитель рабочей группы «Общество и власть — прямой диалог» Штаба ОНФ по городу Москва[6].

- С 2014 года — заместитель председателя Президиума Российской Ассоциации детских хирургов.

- 20 апреля 2016 года Д. А. Морозов принял участие во встрече кандидатов предварительного голосования партии «Единая Россия» с Президентом РФ В. В. Путиным[7].

- 18 сентября 2016 года избран депутатом Государственной Думы Федерального Собрания Российской Федерации VII созыва. Избран с минимальным перевесом (21,07 %) от избирательного округа 0209 (Черемушкинский — г. Москва)[8].

- 13 апреля 2018 года стал одним из инициаторов законопроекта № 441399-7 «О мерах воздействия (противодействия) на недружественные действия Соединенных Штатов Америки и (или) иных иностранных государств», в пункте 15 второй статьи которого предлагается ввести запрет или ограничение ввоза на территорию РФ лекарств, произведённых в США или других иностранных государствах[9][10]. Законопроект подвергся критике со стороны ряда общественных организаций, комитета Совета Федерации по социальной политике[12] и комитета Госдумы по международным делам[13].
- С 2021 года — Директор Обособленного структурного подразделения «Научно-исследовательский клинический институт педиатрии и детской хирургии имени академика Ю. Е. Вельтищева» ФГАОУ ВО РНИМУ им. Н. И. Пирогова.
- С 2022 года — Главный внештатный детский специалист хирург Министерства здравоохранения Российской Федерации.

## Законотворческая деятельность
С 2016 по 2019 год, в течение исполнения полномочий депутата Государственной Думы VII созыва, выступил соавтором 16 законодательных инициатив и поправок к проектам федеральных законов.

## Семья
Женат, воспитывает двоих сыновей и дочь.

## Награды
- Лауреат Первой Национальной премии лучшим врачам России «Призвание» в номинации «За проведение уникальной операции, спасшей жизнь человека» (2004 год).
- Грант Президента РФ по поддержке молодых докторов наук для исследования фертильности мужчин (2006—2007 гг.).
- Лауреат конкурса Союза педиатров России «Детский врач 2007 года», награждён Государственной Думой РФ (2008 год).
- Грант Президента РФ по поддержке молодых докторов наук для изучения обструктивного пиелонефрита у детей (2008—2009 гг.).
- Награждён Почетной грамотой министерства здравоохранения РФ (2009 год).
- Грант Президента РФ с целью проведения исследований нефросклероза.
- В 2011 году был удостоен премии Российского конкурса «Лучший детский хирург России 2011 года» (Диплом III степени).
- В 2012 году — «Отличник здравоохранения РФ».
- Благодарность Президента Российской Федерации (10 июля 2017 года) — за заслуги в развитии бюджетного и налогового законодательства, многолетнюю добросовестную работу[15].
- Благодарность Правительства Российской Федерации (20 июля 2019 года) — за большой вклад в развитие российского парламентаризма и активную законотворческую деятельность[16].